# 35年
| 千纪： | 1千纪                                                                                |
| 世纪： | 前1世纪 \| 1世纪 \| 2世纪                                                            |
| 年代： | 0年代 \| 10年代 \| 20年代 \| 30年代 \| 40年代 \| 50年代 \| 60年代                    |
| 年份： | 30年 \| 31年 \| 32年 \| 33年 \| 34年 \| 35年 \| 36年 \| 37年 \| 38年 \| 39年 \| 40年 |
| 纪年： | 东汉建武十一年；公孙述龙兴十一年                                                     |

## 大事记
- 春，岑彭率軍攻克夷陵，入江關（今四川奉節）。
- 六月，來歙率軍擊敗王元諸部，佔領河池。
- 漢光武帝派兵征討公孫述，來歙與蓋延、馬成攻克下辨（今甘肅成縣西北），乘勝進軍，未久，來歙被刺客殺害。北路漢軍改由馬成指揮。公孫述派人刺殺岑彭，漢軍退出武陽。岑彭遇害後，吳漢接替伐蜀。吳漢一開始貪功受挫，不久撤走，與部下劉尚會合。

## 各国领袖

### 非洲
- 库施
  - 国王：Pisakar（30年－40年）
- 毛里塔尼亚
  - 国王：Ptolemy（23年－40年）

### 亚洲
- 中国
  - 东汉：
    - 皇帝：汉光武帝（25年－57年）

  - 割据势力：公孙述、卢芳
- 匈奴
  - 单于：呼都而尸道皋若鞮单于（18年－46年）
- 朝鲜
  - 百济：
    - 国王：多娄王（28年－77年）

  - 高句丽：
    - 国王：大武神王（18年－44年）

  - 新罗：
    - 国王：儒理尼师今（24年－57年）
- 贵霜帝国
  - 国王：丘就却（30年－80年）

### 欧洲
- 阿特雷巴特
  - 国王：Verica（15年－40年）
- 卡图维勒尼
  - 国王：Cunobelinus（9年－40年）
- 高加索伊比里亚
  - 国王：米尔达特一世（30年－50年）
- 罗马帝国
  - 皇帝：提比略（14年－37年）

### 中东
- 奈巴提亚
  - 国王：Aretas IV Philopatris（前9年－40年）
- 奥斯若恩
  - 国王：Abgar V（13年－50年）
- 安息
  - 国王（内战导致政权并立）：
    - 阿尔达班三世（10年－38年）
    - 梯里达底三世（35年－36年）

## 出生
- 11月8日——涅爾瓦（Marcus Cocceius Nerva，又譯內爾瓦、教會文獻漢譯尼法王），羅馬帝國五賢帝時代的第一位君主。